# Leo Wanzke
Leo Wanzke (* 11. April 1905 in Schwientochlowitz, Landkreis Beuthen; † nach 1955) war ein deutscher Gewerkschafter (FDGB). Er war Vorsitzender des Zentralvorstandes der Industriegewerkschaft Post und Fernmeldewesen.

## Leben
Wanzke, Sohn eines Elektromonteurs, besuchte die Volksschule und absolvierte eine Lehre zum Elektromechaniker. Anschließend arbeitet er im Beruf, unter anderem in der elektrotechnischen Abteilung der Bayerischen Stickstoffwerke in Piesteritz sowie in Pratau und Elsnig (Kreis Torgau). 1930 schloss sich Wanzke der Kommunistischen Partei Deutschlands (KPD) und dem Arbeiter-Sport-Bund an. Nach der „Machtergreifung“ der Nationalsozialisten 1933 verrichtete er illegale Arbeit. Er wurde zeitweise inhaftiert und unter Polizeiaufsicht gestellt. 
1945 trat Wanzke wieder der KPD bei und war Vorsitzender der KPD-Ortsgruppe in Dommitzsch (Kreis Torgau). 1946 wurde er Mitglied der Sozialistischen Einheitspartei Deutschlands (SED) und Vorsitzender der SED-Ortgruppe. Er fungierte zeitweise auch als stellvertretender Bürgermeister von Dommitzsch.
Wanzke wurde 1945 Mitglied des Freien Deutschen Gewerkschaftsbundes (FDGB). Ab 1948 war er Vorsitzender der Landesleitung der IG Post- und Fernmeldewesen von Sachsen-Anhalt. Von 1950 bis 1952 wirkte er als Vorsitzender des Zentralvorstandes der IG Post und Fernmeldewesen. Später war er Werkleiter des VEB Betonwerkes Frankfurt (Oder).